# Hà Sơn (xã)
Hà Sơn là một xã thuộc huyện Hà Trung, tỉnh Thanh Hóa, Việt Nam.
Từ xa xưa trên địa bàn xã này có tuyến kênh Nhà Lê nối từ  kinh đô Hoa Lư đến Đèo Ngang đi qua, là tuyến đường thủy đầu tiên trong lịch sử Việt Nam và được coi là tuyến đường Hồ Chí Minh trên sông vì những đóng góp cho các cuộc chiến tranh của người Việt (hiện là một đoạn của sông Lèn theo tên gọi địa phương).